# Deinostigma cicatricosa
Deinostigma cicatricosa là một loài thực vật có hoa trong họ Tai voi (Gesneriaceae).
D. Wood (1974) gộp cả mẫu vật thu được từ Đông Hưng, phía nam tỉnh Quảng Tây (ông viết là Quảng Đông) vào loài mới Chirita minutihamata có ở Việt Nam (tỉnh Kon Tum). Sau này, Wang (1981) đã mô tả loài Chirita cicatricosa từ Quảng Tây mà không thể hiện rõ ràng là có gộp các hồ sơ tài liệu Trung Quốc về C. minutihamata hoặc là nhắc tới loài đó hay không. Wang (1985), Wang et al. (1990) và Wang et al. (1998) đặt Chirita cicatricosa làm danh pháp đồng nghĩa của C. minutihamata, đề cập tới các địa điểm tương ứng với địa điểm điển hình của C. cicatricosa và tài liệu mà Wood (1972) đã trích dẫn. Các tài liệu Trung Quốc và Việt Nam cho thấy quả thực chúng rất giống nhau, nhưng vẫn có những khác biệt giữa chúng. Cụ thể là quả dài hơn, mảnh dẻ hơn, cong lưỡi liềm hơn, hoa hơi lớn hơn của các mẫu cây Trung Quốc, cùng với sự phân bố rời rạc có khoảng cách lớn giữa Quảng Tây và Kon Tum nên năm 2016 Möller et al. cho rằng chúng có thể là các loài khác biệt và đặt nó vào chi Deinostigma với danh pháp Deinostigma cicatricosa.